# Transports en commun de Bergerac
Pour les articles homonymes, voir TUB.
 (mai 2016).
Si vous disposez d'ouvrages ou d'articles de référence ou si vous connaissez des sites web de qualité traitant du thème abordé ici, merci de compléter l'article en donnant les références utiles à sa vérifiabilité et en les liant à la section « Notes et références ».
Tub pour Transports Urbains Bergeracois est un réseau de transport en commun desservant Bergerac et son agglomération.

## Historique
Les circuits et horaires des bus de la Communauté d'agglomération bergeracoise reprendront normalement, avec les mêmes horaires qu'avant le confinement.
Les lignes B et C, ainsi que le service de TAD ont été supprimées au printemps 2021. Seule la ligne A circula depuis. Cette dernière était exploitée en Iveco Crossway. Elle ferma en décembre 2022 pour laisser place aux nouvelles lignes 1 et 2.

## Lignes du réseau

### Présentation
Le réseau de transport urbain (Transports Urbains Bergeracois) TUB est un service de transport en commun sur la commune de Bergeracois.

### Lignes urbaines
| Ligne | Caractéristiques | Caractéristiques                                                                 | Caractéristiques                                                                 | Caractéristiques                                                                 | Caractéristiques                                                                 | Caractéristiques                                                                 | Caractéristiques                                                                 | Caractéristiques                                                                 | Caractéristiques                                                                 |
| 1     | (circulaire) Bergerac — Gare ⥋ par Général de Gaulle, La Cavaille, Les Maurigoux | (circulaire) Bergerac — Gare ⥋ par Général de Gaulle, La Cavaille, Les Maurigoux | (circulaire) Bergerac — Gare ⥋ par Général de Gaulle, La Cavaille, Les Maurigoux | (circulaire) Bergerac — Gare ⥋ par Général de Gaulle, La Cavaille, Les Maurigoux | (circulaire) Bergerac — Gare ⥋ par Général de Gaulle, La Cavaille, Les Maurigoux | (circulaire) Bergerac — Gare ⥋ par Général de Gaulle, La Cavaille, Les Maurigoux | (circulaire) Bergerac — Gare ⥋ par Général de Gaulle, La Cavaille, Les Maurigoux | (circulaire) Bergerac — Gare ⥋ par Général de Gaulle, La Cavaille, Les Maurigoux | (circulaire) Bergerac — Gare ⥋ par Général de Gaulle, La Cavaille, Les Maurigoux |
| ----- | --- | -------------------------------------------------------------------------------- | -------------------------------------------------------------------------------- | -------------------------------------------------------------------------------- | -------------------------------------------------------------------------------- | -------------------------------------------------------------------------------- | -------------------------------------------------------------------------------- | -------------------------------------------------------------------------------- | -------------------------------------------------------------------------------- |
| 1     | Ouverture / Fermeture 12 décembre 2022 / — | Longueur —                                                                       | Durée —                                                                          | Nb. d’arrêts 24                                                                  | Matériel Standards                                                               | Jours de fonctionnement L, Ma, Me, J, V, S                                       | Jour / Soir / Nuit / Fêtes O / N / N / N                                         | Voy. / an —                                                                      | Exploitant La CAB                                                                |
| 1     | Desserte : - Villes et lieux desservis : Bergerac (Gare SNCF, Place de la République, Palais de Justice, Quai Salvette, Hôtel de Ville, Ecole de Musique, Route de Bordeaux, Zone commerciale La Cavaille, Aqualud, quartier du Tounet, avenue Paul Doumer) - Gares desservies : Gare de Bergerac |                                                                                  |                                                                                  |                                                                                  |                                                                                  |                                                                                  |                                                                                  |                                                                                  |                                                                                  |
| 1     | Autre : - Arrêts non accessibles aux UFR : — - Particularités : - Date de dernière mise à jour : 14 janvier 2023. |                                                                                  |                                                                                  |                                                                                  |                                                                                  |                                                                                  |                                                                                  |                                                                                  |                                                                                  |
| 1     | Dernière actualisation : — |                                                                                  |                                                                                  |                                                                                  |                                                                                  |                                                                                  |                                                                                  |                                                                                  |                                                                                  |
| 2     | Bergerac — Gare ⥋ Bergerac — Les Trois Vallées | Bergerac — Gare ⥋ Bergerac — Les Trois Vallées                                   | Bergerac — Gare ⥋ Bergerac — Les Trois Vallées                                   | Bergerac — Gare ⥋ Bergerac — Les Trois Vallées                                   | Bergerac — Gare ⥋ Bergerac — Les Trois Vallées                                   | Bergerac — Gare ⥋ Bergerac — Les Trois Vallées                                   | Bergerac — Gare ⥋ Bergerac — Les Trois Vallées                                   | Bergerac — Gare ⥋ Bergerac — Les Trois Vallées                                   | Bergerac — Gare ⥋ Bergerac — Les Trois Vallées                                   |
| 2     | Ouverture / Fermeture 12 décembre 2022 / — | Longueur —                                                                       | Durée —                                                                          | Nb. d’arrêts 6                                                                   | Matériel Minibus                                                                 | Jours de fonctionnement L, Ma, Me, J, V, S                                       | Jour / Soir / Nuit / Fêtes O / N / N / N                                         | Voy. / an —                                                                      | Exploitant La CAB                                                                |
| 2     | Desserte : - Villes et lieux desservis : Bergerac (Gare SNCF, Hôpital, Zone des Trois Vallées) - Gares desservies : Gare de Bergerac |                                                                                  |                                                                                  |                                                                                  |                                                                                  |                                                                                  |                                                                                  |                                                                                  |                                                                                  |
| 2     | Autre : - Arrêts non accessibles aux UFR : — - Particularités : - Date de dernière mise à jour : 14 janvier 2023. |                                                                                  |                                                                                  |                                                                                  |                                                                                  |                                                                                  |                                                                                  |                                                                                  |                                                                                  |
| 2     | Dernière actualisation : — |                                                                                  |                                                                                  |                                                                                  |                                                                                  |                                                                                  |                                                                                  |                                                                                  |                                                                                  |

### Bus adapté Bergeracois (BAB)

logo PMR

L'association "APAMH" (Aides aux Personnes Âgées, Malades ou Handicapées) propose le transport des personnes handicapées grâce au Bus Adapté Bergeracois (BAB) pour le compte de La CAB.

## Parc de véhicules
En septembre 2024, le parc d'autobus du réseau TUB est composé de 7 véhicules dont 3 bus standards et 4 minibus. Au sein de cette flotte, les autres véhicules sont équipés de moteurs Diesel.

### Bus standards
| Constructeur | Modèle           | Nombre | Numéros de parc | Période de mise en service | Affectation | Observation |
| ------------ | ---------------- | ------ | --------------- | -------------------------- | ----------- | ----------- |
| Irisbus      | Citelis 12       | 2      | + 2 inconnu     | Décembre 2010              | 1           | –           |
| Iveco Bus    | Crossway LE City | 1      | + 1 inconnu     | Avril 2015                 | 1           | –           |

### Minibus
| Constructeur | Modèle       | Nombre | Numéros de parc | Période de mise en service         | Affectation | Observation |
| ------------ | ------------ | ------ | --------------- | ---------------------------------- | ----------- | ----------- |
| Dietrich     | City 21      | 2      | + 2 inconnu     | Entre septembre 2013 et avril 2014 | 2, TAD      | –           |
| Dietrich     | City 29      | 1      | + 1 inconnu     | Avril 2021                         | 2, TAD      | –           |
| Dietrich     | Noventis 420 | 1      | + 1 inconnu     | Septembre 2013                     | 2, TAD      | –           |

### Dépôts
- Le dépôt de La CAB est situé dans la principauté, au 14 Rue Denis Papin, 24100 Bergerac